# Oggetto container
Nella programmazione ad oggetti, un oggetto contenitore (o semplicemente container) è una classe di oggetti che è preposta al contenimento di altri oggetti. Questi oggetti usualmente possono essere di qualsiasi classe, e possono anche essere a loro volta dei contenitori.
Esempi di classi contenitori sono gli insiemi, le liste, gli stack, le code e le mappe.
Il Java Collections Framework, come le librerie standard del C++, forniscono molti tipi di classi contenitori.

## Contenitori grafici
I widget sono speciali contenitori per raggruppare gli altri widget insieme in finestre, pannelli, ecc. A parte le loro proprietà grafiche, essi sono comunque delle classi contenitori.